# Weeds
Weeds er en prisbelønnet amerikansk komedie-drama serie udviklet af Jenji Kohan, som havde premiere den 8. august, 2005 på den amerikanske tv-kanal Showtime. Serien centrerer omkring Nancy Botwin (Mary-Louise Parker), en forstadsenke med to sønner, der sælger marihuana for at tjene til familien. Botwin-familiens ulovligheder eskalerer gennem seriens, indtil videre, otte sæsoner, hvilket bl.a. indebærer flere skift i omgivelserne. Dette står i kontrast til mange andre serier, der som regel foregår i eller i nærheden af de samme rammer.
Serien er tidligere blevet nomineret til bl.a. ni Emmy'er, fire Golden Globes og to Screen Actors Guild priser, mens hovedrolleindehaver Mary-Louise Parker høstede en Golden Globe i 2006 samt utallige nomineringer gennem seriens levetid for hendes præstationer som Nancy Botwin.